# Analys

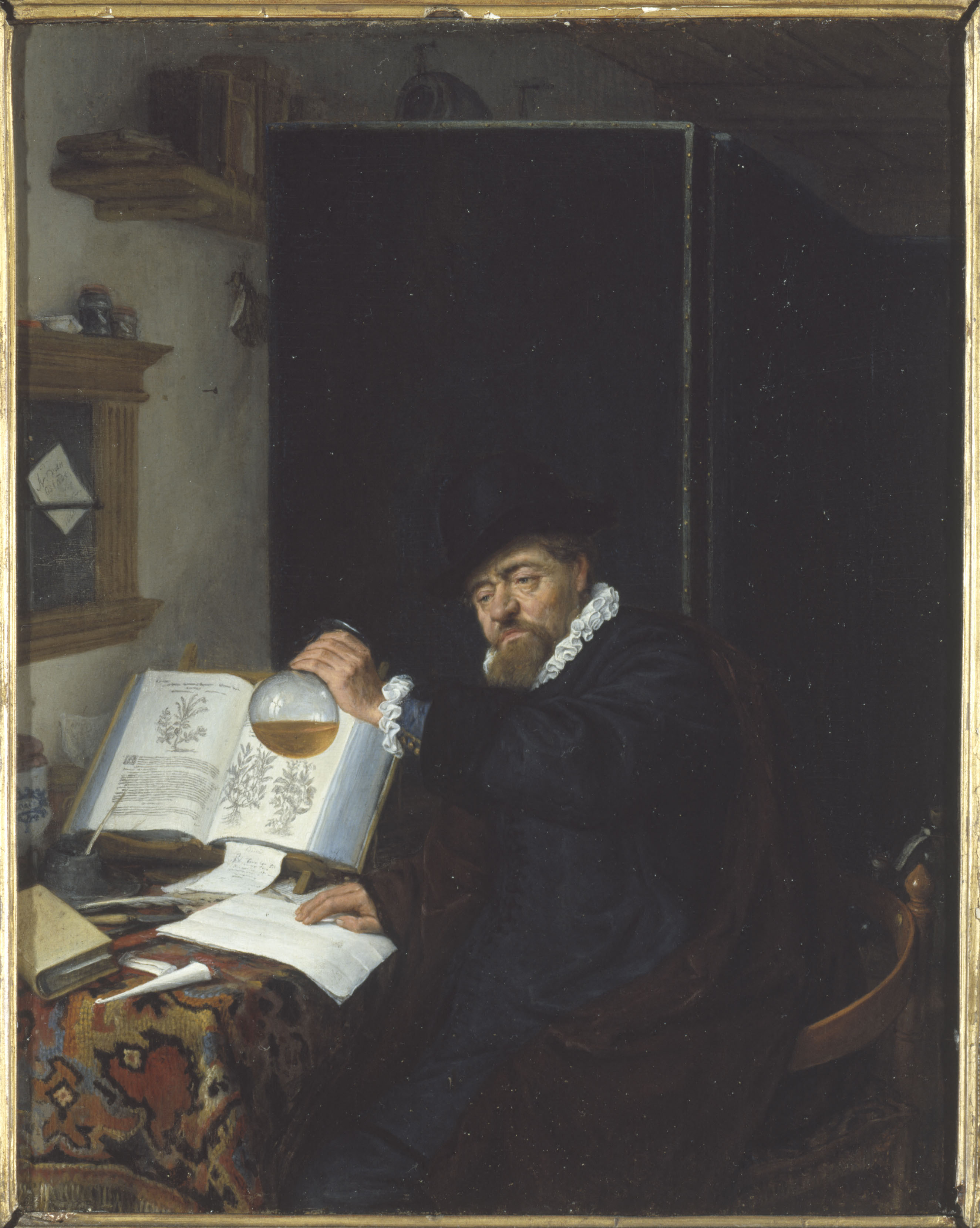
Adriaen van Ostade, "Analys" (1666)

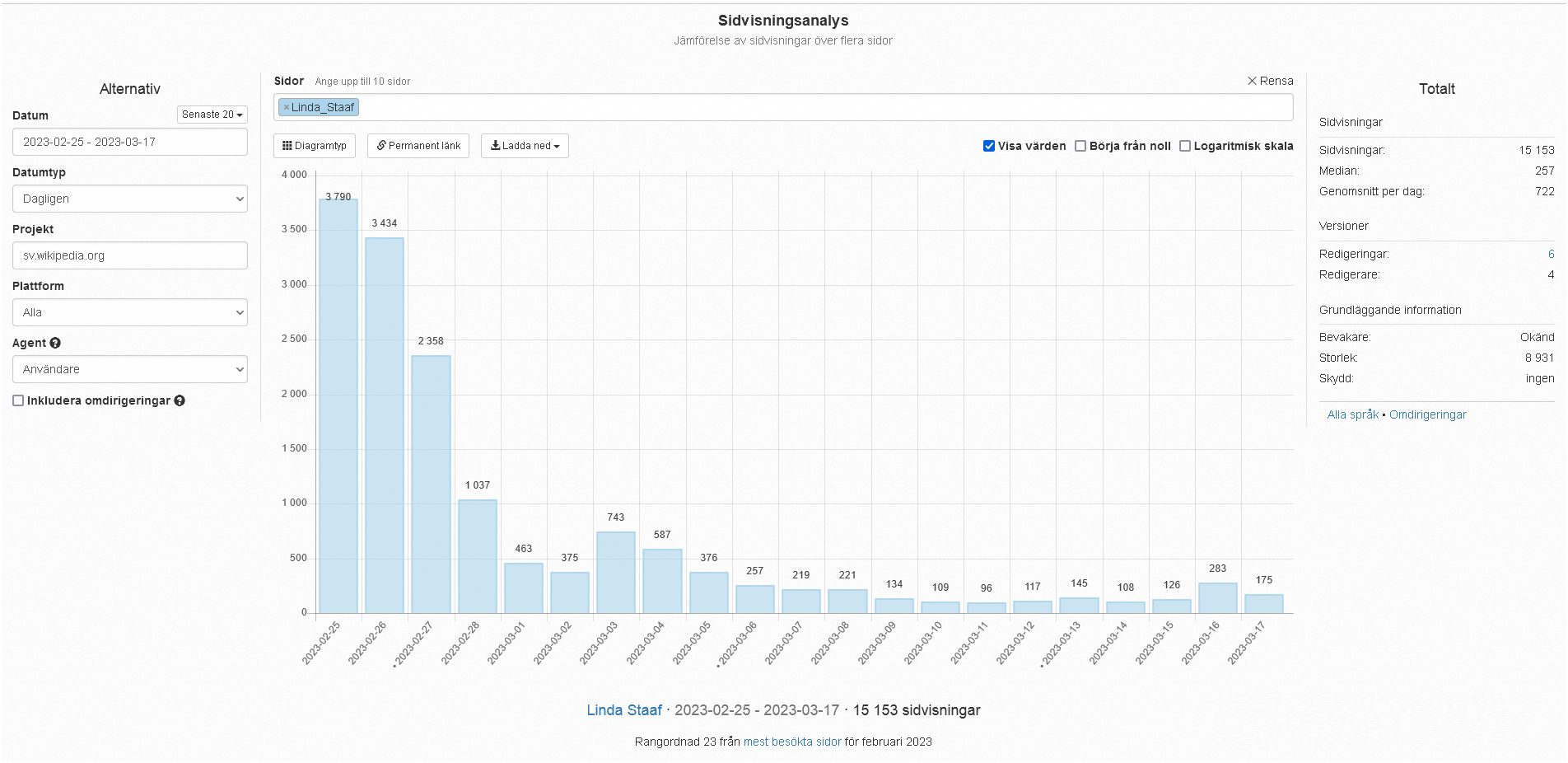
Analys över sidvisningar av en artikel på Wikipedia.

En analys (av grekiska: ἀνάλυσις, analysis, upplösning) är att dela upp exempelvis ett problem i mindre delar och undersöka varje del för sig. Motsatsen är syntes.
- Inom litteratur finns det flera olika typer av analys-/tolkningsmodeller:

Historisk inriktning - biografisk - psykoanalytisk - ideologikritisk

Estetisk inriktning - nykritiken - dekonstruktion - intertextualitet

Komparativ (jämförande) inriktning
- Inom kemin antingen kvalitativ analys, identifiering av grundämnen och förening i materialet, eller kvantitativ analys, bestämning av mängd, se analytisk kemi.

- Inom medicin bestämning av koncentration eller innehåll av ämne i kroppsvätska eller vävnad.

- Inom matematik benämning på flera olika grenar som rör matematisk analys, exempelvis differential- och integralkalkyl.

- Inom psykologi samma som psykoanalys.

- Inom filosofi vissa traditioner av filosofisk undersökning exempelvis inom analytisk filosofi benämning på begreppsanalys.

- Inom musik, undersökning av musikverk.